# Scotina celans
Scotina celans – gatunek pająka z rodziny obniżowatych.
Gatunek ten opisany został w 1841 roku przez Johna Blackwalla jako Agroeca celans. Giovanni Canestrini i Pietro Pavesi umieścili go w 1868 roku w rodzaju Liocranum. Do rodzaju Scotina przeniósł go w 1902 roku Friedrich Wilhelm Bösenberg.
Samce osiągają od 2,4 do 3,3 mm, a samice od 3 do 4,8 mm długości ciała. Karapaks zmierzony u dwóch samców miał od 1,24 do 1,44 mm długości oraz od 0,92 do 1,12 mm szerokości, zaś u czternastu samic od 1,59 do 1,94 mm długości i od 1,14 do 1,49 mm szerokości. Ubarwienie karapaksu jest żółtawobrązowe do ciemnego z jasnym i wąskim pasem środkowym, jasnymi pasami rozchodzącymi się promieniście i ciemnobrązowymi pasami bocznymi. Jasnobrązowawe szczękoczułki mają po 4 ząbki na przedniej i 3 zęby na tylnej krawędzi. Jasnożółtawobrązowe sternum ma ciemniejsze brzegi. Barwa odnóży jest żółtawobrązowa, w przypadku dwóch początkowych par z brązowawymi rzepkami, goleniami i nadstopiami. Opistosoma (odwłok) ma jasnobrązowawy spód, zaś wierzch ciemnołupkowoszary lub oliwkowoczarny z wzorem barwy rudobrązowej, jasnobrązowej lub żółtej.
Nogogłaszczki samca mają trzy makrochety (szczecinki makroskopowe) na wierzchołku cymbium, łukowato zakrzywioną apofizę tegularną oraz krótką, spiczastą i nieco zakrzywioną ku grzbietowi apofizę retrolateralną. Ostro zakrzywiony ku górze embolus tworzy szeroką pętlę, a jego nasada jest szeroka i kanciasta. Płytka płciowa samicy ma przód częściowo podzielony owłosioną przegrodą, nieco zakrzywione krawędzie boczne oraz nieco zakrzywioną z przodu beleczkę kutykularną. Przewody kopulacyjne częściowo prześwitują przez kutykulę. Kształt zbiorników nasiennych jest beczułkowaty, poprzecznie rozszerzony.
Pająk znany z Portugalii, Hiszpanii, Irlandii, Wielkiej Brytanii, Francji, Belgii, Holandii, Niemiec, Szwajcarii, Liechtensteinu, Austrii, Włoch, Danii, Szwecji, Norwegii, Polski, Estonii, Czech, Słowacji, Węgier, Białorusi, Ukrainy, Słowenii, Chorwacji, Bułgarii, Rosji i Algierii. Zamieszkuje skraje lasów, suche łąki, wrzosowiska i kamieniste stoki. Bytuje w ściółce i wśród mchów. Dojrzałe osobniki są aktywne przez cały rok.